# August Oncken
August Oncken (født 10. april 1844 i Heidelberg, død 10. juli 1911 i Schwerin) var en tysk-schweizisk nationaløkonom, bror till Wilhelm Oncken.
Oncken, der 1878 blev professor ved universitetet i Bern, har navnlig dyrket sin videnskabs litteraturhistorie. En række udmærkede specialafhandlinger, Adam Smith in der Kulturgeschichte (1874), Adam Smith und Immanuel Kant (1877), Der ältere Mirabeau (1886) med flere, danner udbyttet af hans mangeårige forstudier til en større Geschichte der Nationalökonomie, hvoraf bind I, omhandlende tiden indtil Adam Smith, udkom foråret 1902 som et led i den af Max von Heckel redigerede, bindstærke Hand- und Lehrbuch der Staatswassenschaften (1893 ff.). Dette værk stillede i sin tid alle tidligere fremstillinger af de økonomiske ideers historiske udvikling i skygge. Mindre væsentligt var her udrenset, medens alt, hvad særforskning i den sidste menneskealder havde ydet på dette område, var sammenfattet med sikker hånd og fin kritik. Hovedstrømningerne inden for økonomisk tænkning i tidligere tider er her karakteriserede og udredede i deres sammenhæng med andre kulturfænomener. Et ypperligt resultat af Onckens social-historisk-kritiske virksomhed danner også en af ham istandbragt udgave af François Quesnays samlede økonomiske og filosofiske skrifter (1888), hvortil slutter sig en række essays over fysiokratismens stifter.